# Horatio Alger
Horatio Alger Jr. (Chelsea, 13 gennaio 1832 – Natick, 18 luglio 1899) è stato uno scrittore statunitense, autore di più di 130 dime novel.
Molte tra le sue opere sono descritte come storie che narrano il passaggio da una vita di miseria a una di opulenza (“from rags to riches”), mostrando come giovani squattrinati riescono a realizzare il sogno americano e a raggiungere la ricchezza e il successo per mezzo di duro lavoro, coraggio, risolutezza e preoccupazione per gli altri.
È tuttavia più esatto dire che i tipici personaggi di Alger non conseguono una ricchezza estrema, ma piuttosto una condizione di sicurezza, stabilità e buona reputazione caratteristica della classe media; in altre parole, i loro sforzi sono ricompensati con l'ottenimento di un posto nella società, e non con una posizione dominante in essa. Alger è considerato una figura significativa nella storia degli ideali culturali e sociali degli Stati Uniti. All'epoca, i romanzi di Alger rivaleggiavano con quelli di Mark Twain in popolarità, e ancora oggi riscuotono un certo successo, nonostante si rivelino a volte un po' troppo ripetitivi.

## Biografia
Alger nacque a Chelsea, Massachusetts. Suo padre era un severo ministro Unitariano che cercò di instillare in suo figlio il fervore religioso. Studiò a Harvard dove seguì le lezioni di Henry Wadsworth Longfellow con l'intenzione di diventare un giorno un poeta. Dopo il diploma, ottenuto nel 1852, trovò lavoro come giornalista e maestro di scuola; ma l'insegnamento non gli piaceva e l'attività di scrittore non gli forniva un reddito adeguato; decise quindi di tornare ad Harvard per prepararsi al sacerdozio.
Dopo aver frequentato la Scuola di Teologia di Harvard dal 1857 al 1860, fece un viaggio di dieci mesi in Europa. Intanto in patria era scoppiata la guerra di secessione. L'ingresso nell'esercito gli era precluso per la sua bassa statura e la sua miopia; Alger scrisse allora varie opere di tema patriottico, tra cui il suo primo romanzo per ragazzi, Frank's Campaign (1864). Nel dicembre 1864, Alger, ora Reverendo, fu assegnato alla Prima Chiesa Parrocchiale Unitariana di Brewster (Massachusetts), nella zona di capo Cod. All'inizio del 1866 improvvisamente rinunciò all'incarico, e si ritirò a South Natick, dove suo padre era allora il pastore. Secondo documenti d'archivio scoperti dopo la morte di Alger, egli aveva commesso molestie sessuali nei confronti di due adolescenti della parrocchia. Quando la notizia si diffuse nella comunità, Alger non la negò, e lasciò subito Brewster. Lo scandalo fu messo a tacere, Alger rinunciò al ministero sacerdotale e presto si trasferì a New York.
Lo spostamento nella grande città segnò una svolta nella carriera di Alger. Qui egli fu immediatamente attratto dalla condizione dei ragazzi poveri che lavoravano come lustrascarpe o venditori di strada. Fu questo mondo, insieme ai valori morali che Alger aveva ricevuto in famiglia, che formò la base del primo romanzo della serie di Ragged Dick (1867). Questo libro fu un successo immediato, e lo spinse a scrivere un gran numero di seguiti e altre storie simili, tra cui Luck and Pluck (1869) e Tattered Tom (1871), tutte con lo stesso tema: la risalita dalla miseria alla ricchezza. Questo tema divenne strettamente legato alla figura di Alger, secondo cui la formula del successo era basata su fortuna, coraggio e virtù.
I romanzi di Alger sono essenzialmente tutti uguali: raccontano le vicende di un ragazzino che lavora duramente per sfuggire alla povertà. Tuttavia non è il duro lavoro in se stesso che salva il ragazzino dal suo fato, ma un signore ricco e anziano, che viene a conoscenza del ragazzo e della sua infelice situazione in conseguenza di uno straordinario atto di coraggio o di onestà compiuto da questi, ad esempio la restituzione di una grossa somma di denaro che il proprietario aveva perduto, oppure il salvataggio di qualcuno da una carrozza rovesciata. Il ricco signore prende con sé il ragazzo come pupillo. Inoltre, il giovane eroe delle storie di Alger raramente diventa ricco, come il David Copperfield di Charles Dickens. Anche se l'espressione "storia alla Horatio Alger" si riferisce a qualcuno che ha raggiunto grandi ricchezze partendo con poco, i personaggi di Alger di solito ottengono un posto di lavoro di livello relativamente basso, come impiegati in un'azienda. Queste storie descrivono come salire sul primo gradino della scala che porta verso la classe media urbana, piuttosto che come "sfondare" e ottenere una posizione ai vertici della società.
Nonostante la sua ingente produzione letteraria, Alger non si arricchì mai con la sua attività di scrittore. Donò buona parte delle sue sostanze a ragazzi senza tetto, e qualche volta fu anche raggirato da coloro che intendeva aiutare. Ma quando morì nel 1899, i suoi libri erano presenti in quasi ogni casa e ogni biblioteca d'America. Essi probabilmente non sono più popolari come allora, ma il loro messaggio morale fu un fattore importante nello sviluppo del sogno americano nel XX secolo.
All'epoca della sua morte Alger viveva a Natick, nel Massachusetts, con la sorella Augusta, che distrusse tutti i suoi documenti personali.
A partire dal 1947 la Horatio Alger Association ha assegnato ogni anno un premio a un "individuo che si è distinto nella nostra società per aver conseguito il successo nell'avversità" e borse di studio "per incoraggiare i giovani a perseguire i loro sogni con decisione e perseveranza".

## La biografia di Mayes
Nel 1928 un certo Herbert R. Mayes pubblicò Alger: a Biography without a Hero, che si presentava come una biografia basata sui diari di Alger. In realtà i diari non esistevano: Mayes aveva inventato vari aneddoti per riempire i vuoti in ciò che sapeva della vita di Alger. Il tono di queste storie variava dal congetturale (Mayes dipinge il padre di Alger come una personalità rigida e repressiva, in parte all'origine dell'omosessualità repressa del figlio) al bizzarro (all'età di ventisei anni Alger fugge a Parigi piuttosto che compiacere il padre facendosi prete. In seguito, a New York, l'Alger immaginato da Mayes adotta un ragazzino cinese di nome Wing e lo tiene con sé finché questi viene ucciso da un cavallo imbizzarrito). Nel 1972 Mayes ammise:
"Ammesso che Alger abbia mai tenuto un diario, io non ne sapevo nulla. Comunque, era più divertente inventarne uno. Non avevo nemmeno alcuna lettera scritta da Alger, ed è stata una fortuna. Anche per queste, è stato più divertente inventarle, così come per le lettere che Alger aveva potuto ricevere da altri, lettere di cui io non ne avevo mai vista nemmeno una".
Anche alcune delle opere di Alger citate da Mayes erano inventate.
La biografia immaginaria di Mayes fu generalmente accettata per alcuni decenni. Essa venne messa in discussione con la pubblicazione di Horatio Alger, Jr.: A Biography and Bibliography (1961), di Frank Gruber, e Horatio Alger, or the American Hero Era (1964) di Ralph D. Gardner, entrambi collezionisti e appassionati di Alger, che si erano preoccupati di ricostruirne la vita basandosi sui fatti accertati. Queste due opere non furono bene accolte da vari critici che ne preferivano altre basate su quella di Mayes, come From Rags to Riches: Horatio Alger and the American Dream di John Tebbel (1963), che essi ritenevano di maggior valore scientifico . Infine, negli anni settanta, Mayes ammise il falso, ma affermazioni e aneddoti tratti dalla sua biografia continuano anche oggi a essere citati in alcune opere. Tra le biografie attendibili vi sono Horatio Alger, Jr. (1980) di Gary Scharnhorst e The Fictional Republic: Horatio Alger and American Political Discourse (1994) di Carol Nackenoff.

## Opere

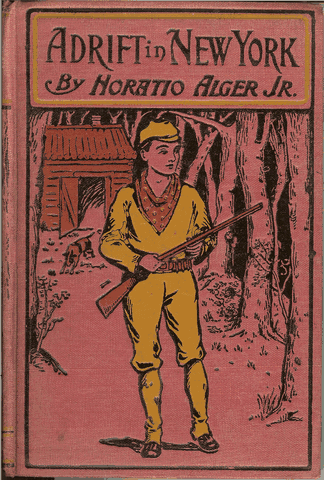
Copertina risalente al 1900 di una edizione Newyorkese di Adrift in New York di Alger.

- Abraham Lincoln: the Backwoods Boy; or, How A Young Rail-Splitter Became President (1883)
- Adrift in New York; or, Tom and Florence Braving the World (1904)
- Adrift in the City; or, Oliver Conrad's Plucky Fight (1902)
- Andy Gordon; or, The Fortunes of a Young Janitor (1909)
- Andy Grant's Pluck (1902)
- Ben Bruce. Scenes in the Life of a Bowery Newsboy (1901)
- Ben Logan's Triumph; or, The Boys of Boxwood Academy (1908)
- Ben's Nugget; or, A Boy's Search for Fortune (1882)
- Ben The Luggage Boy; or, Among the Wharves (1870)
- Bernard Brooks' Adventures. The Story of a Brave Boy's Trials (1903)
- Bertha's Christmas Vision. An Autumn Sheaf (1856)
- Bob Burton; or, The Young Ranchman of the Missouri (1888)
- Bound to Rise; or, Up the Ladder (1873)
- A Boy's Fortune; or, The Strange Adventures of Ben Baker (1898)
- Brave and Bold; or, The Fortunes of Robert Rushton (1874)
- The Cash Boy (1887)
- Cast Upon the Breakers (1893)
- Charlie Codman's Cruise. A Story for Boys (1866)
- Chester Rand; or, A New Path to Fortune (1903)
- The Cousin's Conspiracy
- Dan, the Detective (1884)
- Dean Dunham; or, The Waterford Mystery (1891)
- A Debt of Honor. The Story of Gerald Lane's Success in the Far West (1900)
- Digging for Gold. A Story of California (1892)
- The Disagreeable Woman; A Social Mystery (1895)
- Do and Dare; or A Brave Boy's Fight for Fortune (1884)
- Driven from Home (1889)
- The Erie Train Boy (1890)
- The Errand Boy; or, How Phil Brent Won Success (1888)
- Facing the World; or, The Haps and Mishaps of Harry Vane (1893)
- Fair Harvard (1852)
- Falling in With Fortune; or, The Experiences of a Young Secretary (1900)
- Fame and Fortune; or, The Progress of Richard Hunter (1868)
- A Fancy of Hers (1892)
- Finding a Fortune (1904)
- Five Hundred Dollars; or, Jacob Marlowe's Secret (1890)
- Forging Ahead (1903)
- Frank and Fearless; or, The Fortunes of Jasper Kent (1897)
- Frank Hunter's Peril (1896)
- Frank's Campaign; or, What Boys can do on the Farm for the Camp (1864)
- From Canal Boy to President; or, The Boyhood and Manhood of James A. Garfield (1881)
- From Farm Boy to Senator: Being the History of the Boyhood and Manhood of Daniel Webster (1882)
- From Farm to Fortune; or Nat Nason's Strange Experience (1905)
- Grand'ther Baldwin's Thanksgiving (1875)
- Grit, The Young Boatman
- Hector's Inheritance; or, The Boys of Smith Institute (1885)
- Helen Ford (1866)
- Helping Himself; or, Grant Thornton's Ambition (1886)
- Herbert Carter's Legacy; or, The Inventor's Son 1875)
- In a New World; or, Among the Gold-Fields of Australia (1893)
- Jack's Ward; or, The Boy Guardian (1875)
- Jed, The Poor House Boy (1899)
- Jerry the Backwoods Boy; or, The Parkhurst Treasure (1904)
- Joe the Hotel Boy, or Winning Out by Pluck (1906)
- Joe's Luck; or Always Wide Awake (1913)
- John Maynard: A Ballad of Lake Erie January (1868)
- Julius; or, The Street Boy out West (1874)
- Lester's Luck (1901)
- Lost at Sea; or, Robert Roscoe's Strange Cruise (1904)
- Luck And Pluck; or, John Oakley's Inheritance (1869)
- Luke Walton; or, The Chicago Newsboy (1889)
- Making His Way (1901)
- Marie Bertrand (1864)
- Mark Manning's Mission. The Story of a Shoe Factory Boy (1905)
- Mark Mason's Victory; or, The Trials and Triumphs of a Telegraph Boy (1899)
- Mark Stanton (1890)
- Mark the Match Boy; or, Richard Hunter's Ward (1869)
- Ned Newton; or, The Fortunes of a New York Bootblack (1890)
- Nelson the Newsboy; or, Afloat in New York (1901)
- A New York Boy (1890)
- The New Schoolma'am; or, A Summer in North Sparta (anonymous 1877)
- Nothing to Do: A Tilt at Our Best Society (1857)
- Nothing To Eat (1857)
- Number 91; or, The Adventures of a New York Telegraph Boy (1887)
- The Odds Against Him; or, Carl Crawford's Experience (1890)
- Only an Irish Boy; Or, Andy Burke's Fortunes and Misfortunes (1894)
- Out for Business; or, Robert Frost's Strange Career (1900)
- Paul Prescott's Charge: A Story for Boys (1865)
- Paul the Peddler; or the Fortunes of a Young Street Merchant (1871)
- Phil the Fiddler; or, The Story of a Young Street Musician (1872)
- Ragged Dick, or Street Life in New York with the Bootblacks (1868)
- Ralph Raymond's Heir; or, The Merchant's Crime (1869)
- Randy of the River; or, The Adventures of a Young Deckhand (1906)
- Risen from the Ranks; or, Harry Walton's Success (1874)
- Robert Coverdale's Struggle; or, On the Wave of Success (1910)
- A Rolling Stone; or, The Adventures of a Wanderer (1902)
- Rough and Ready; or, Life Among the New York Newsboys (1869)
- Rufus and Rose; or, The Fortunes of Rough and Ready (1870)
- Rupert's Ambition (1899)
- Sam's Chance; and How He Improved It (1876)
- Seeking His Fortune, And Other Dialouges (1875)
- Shifting for Himself; or, Gilbert Greyson's Fortune's (1876)
- Silas Snobden's Office Boy (1899)
- Sink or Swim; or, Harry Raymond's Resolve (1870)
- Slow and Sure; or, From the Street to the Shop (1872)
- The Store Boy; or, The Fortunes of Ben Barclay (1887)
- St. Nicholas (1875)
- Strive and Succeed; or, The Progress of Walter Conrad (1872)
- Striving for Fortune; or, Walter Griffith's Trials and Successes (1902)
- Strong and Steady; or, Paddle Your Own Canoe (1871)
- Struggling Upward; or, Luke Larkin's Luck (1868)
- Tattered Tom; or, The Story of a Street Arab (1871)
- The Telegraph Boy (1879)
- Timothy Crump's Ward; or, The New Years Loan, And What Became of It (1866)
- The Tin Box
- Tom, The Boot Black
- Tom Brace: Who He Was and How He Fared (1901)
- Tom Temple's Career (1888)
- Tom Thatcher's Fortune (1888)
- Tom Tracy (1888)
- Tom Turner's Legacy (1902)
- Tony the Hero (1880)
- Tony, The Tramp
- The Train Boy (1883)
- Try and Trust; or, The Story of a Bound Boy (1873)
- Victor Vane, The Young Secretary (1894)
- Voices of the Past (1849)
- Wait and Hope; or, Ben Bradford's Motto (1877)
- Wait and Win. The Story of Jack Drummond's Pluck (1908)
- Walter Sherwood's Probation (1897)
- A Welcome to May May (1853)
- The Western Boy; or, The Road to Success (1878)
- The World Before Him (1902)
- Wren Winter's Triumph
- The Young Acrobat of the Great North American Circus (1888)
- The Young Adventurer; or, Tom's Trip Across the Plains (1878)
- The Young Bank Messenger (1898)
- The Young Boatman of Pine Point (1892)
- The Young Book Agent; or, Frank Hardy's Road to Success (1905)
- Young Captain Jack; or, The Son of a Soldier (1901)
- The Young Circus Rider; or, The Mystery of Robert Rudd (1883)
- The Young Explorer; or, Among the Sierras (1880)
- The Young Miner; or, Tom Nelson in California (1879)
- The Young Musician; or, Fighting His Way (1906)
- The Young Outlaw; or, Adrift In The Streets (1875)
- The Young Salesman (1896)